# 中国国民党革命委员会甘肃省委员会
中国国民党革命委员会甘肃省委员会，简称民革甘肃省委、甘肃民革，是中国国民党革命委员会在甘肃省的地方组织。